# Klatrevildvin
Klatrevildvin (Parthenocissus quinquefolia), også skrevet Klatre-Vildvin, er en klatrende lian med en hurtig, frodig vækstform. Planten klatrer ved hjælp af små skiver i spidsen af slyngtrådene. Dens frugter er spiselig, men kernen har en brændende, senere bedøvende smag som chili. Saften indeholder oxalat, som kan forårsage hudirritation og udslæt.

## Beskrivelse
Barken er først rød og glat, senere lysegrøn og til sidst grå og furet. Knopperne er spredte, glatte og røde. Bladene er femkoblede med elliptiske småblade. Bladranden er groft takket. Oversiden er blank og mørkegrøn, næsten læderagtig, mens undersiden er lysegrøn og mat. Høstfarven er klart rød. Overfor hvert blad] findes en 5-8-grenet slyngtråd. 
Blomsterne sidder samlet i endestillede toppe. De er små og uanselige. Frugterne er 6 mm store, blåsorte bær.
Rodnettet består af kraftige hovedrødder, der når langt ud og ned, og som er tæt forgrenet. 
Som en klatreplante kan den nå en ret stor udbredelse, men dens gennemsnitlige årlige tilvækst anslås til cirka 50 cm.

## Hjemsted
Vildvin gror i Allegheny-bjergene, hvor den danner bunddække og optræder som lian i de blandede løvskove. 
I området omkring Roosevelt i New Jersey, USA, findes arten i skove og som pionertræ sammen med bl.a. konvalbusk, robinie, tulipantræ, amerikansk bøg, amerikansk knapbusk, amerikansk nældetræ, amerikansk platan, amerikansk vin, blyant-ene, brunfrugtet surbær, glansbladet hæg, hvid ask, hvid hickory, koralsumak, pennsylvansk vokspors, rød løn, skovtupelotræ, sukkerbirk, sumpeg, sumprose, virginsk ambratræ, virginsk troldnød, virginsk vinterbær, weymouth-fyr og østamerikansk hemlock
- Klatrevildvin i høstfarve, (Parthenocissus quinquefolia) Grimstad, Norge
- Detaljbillede (Parthenocissus quinquefolia), med umodne frugter

| Portal | Portal:Botanik |